# Himmelsberg (Sondershausen)
Himmelsberg ist ein Ortsteil der Kreisstadt Sondershausen im Kyffhäuserkreis (Thüringen). Ein Weihnachtspostamt hat hier seinen Sitz.

## Lage
Der Ort liegt am Nordwestrand des Thüringer Beckens an einem südlichen Ausläufer der Hainleite. Östlich der Ortschaft liegt Schernberg, nördlich Immenrode, nordwestlich Großberndten und südwestlich Helbedündorf.

## Geschichte
Der Ort wird 1467 erstmals als Hemmelsberg urkundlich erwähnt. 1584 erfolgte die Angliederung zum Amt Straußberg. 1818 vereinigten sich das Himmelsberger und das Schernberger Pfarramt. 1845 wurde die St.-Mauritius-Kirche erneuert. Am 14. März 1974 wurde Himmelsberg nach Schernberg eingemeindet. Seit 1999 ist der Ort selbstständiger Ortsteil der Einheitsgemeinde Schernberg, die ihrerseits am 1. Dezember 2007 in die Stadt Sondershausen eingemeindet wurde.